# Uno Larson
Otto Uno Larson, född 9 januari 1882 i Askers församling, Örebro län, död 29 januari 1970 i Lund, var en svensk bergsingenjör. Han var bror till Ivar, John och Ernst Larson.
Larson, som var son till bruksägare Oscar Larson och Helena Karlsson, var efter mogenhetsexamen i Västerås 1900 elev vid bergsskolan i Filipstad 1901–1902, ingenjör vid Hallstahammars AB 1902–1904, extra elev vid Kungliga Tekniska högskolans avdelning för bergsmekanik 1904–1905, ritare och konstruktör vid Morgårdshammars Mekaniska Verkstads AB 1905–1906, studerade och praktiserade i USA 1906–1907, var ingenjör och disponent vid Hallstahammars AB 1908–1911 (styrelseledamot 1930–1955), överingenjör vid Kockums Jernverks AB i Kallinge 1911–1914 och disponent där 1915–1949 (styrelseledamot 1943–1953).
Larson var ledamot av skolrådet i Kallinge 1916–1929 (vice ordförande 1923–1929), av kommunalfullmäktige 1921–1948, vice ordförande i Blekinge läns expropriationsnämnd 1926–1938, ordförande där 1939–1943, styrelseordförande i Kallinge sparbank 1931–1942, i Ronneby Redds Trävaru AB 1939–1943 och i Ronneby Stuveri AB 1939–1953.